# (135) Hertha
(135) Hertha ist ein Asteroid des inneren Hauptgürtels, der am 18. Februar 1874 vom deutsch-US-amerikanischen Astronomen Christian Heinrich Friedrich Peters am Litchfield Observatory in New York entdeckt wurde.
Der Asteroid wurde benannt nach der germanischen und skandinavischen Fruchtbarkeitsgöttin Hertha (eigentlich Nerthus). Der Entdecker wurde im südlichen Schleswig, damals einer Region Dänemarks, geboren. Einige Jahre vor der Entdeckung besuchte er Skandinavien. Edmund Weiss erklärte in Littrow, Wunder des Himmels. 7. Aufl., 1886, S. 446: „Möge ihr Erscheinen Freude und Frieden wie in der deutschen Mythe, nur für längere Zeit als dort, bedeuten.“

## Wissenschaftliche Auswertung
Mit Daten radiometrischer Beobachtungen im Infraroten von 1974 am Mauna-Kea-Observatorium auf Hawaiʻi und vom Februar und März 1976 am Kitt-Peak-Nationalobservatorium in Arizona wurden für (135) Hertha erstmals Werte für den Durchmesser und die Albedo von 72 bis 83 km bzw. 0,10 bis 0,13 bestimmt. Aus Ergebnissen der IRAS Minor Planet Survey (IMPS) wurden 1992 Angaben zu Durchmesser und Albedo für zahlreiche Asteroiden abgeleitet, darunter auch (135) Hertha, für die damals Werte von 79,2 km bzw. 0,14 erhalten wurden. Mit dem Satelliten Midcourse Space Experiment (MSX) wurden dann 1996 bis 1997 im Rahmen der Infrared Minor Planet Survey (MIMPS) neue Daten erhalten, aus denen für den Asteroiden Werte von 81,5 km bzw. 0,14 bestimmt wurden. Mit dem Verfahren der Speckle-Interferometrie wurde (135) Hertha am 30. September 2000 mit dem Telescopio Nazionale Galileo (TNG) am Roque-de-los-Muchachos-Observatorium auf La Palma beobachtet. Aus den gemessenen Daten konnte ein Durchmesser von 83 km abgeleitet werden.
Radarastronomische Untersuchungen erfolgten am Arecibo-Observatorium am 20. September und 11. Oktober 2004 bei 2,38 GHz. Die Radar-Albedo wies nicht auf eine vorherrschend metallische Oberfläche hin, während die Oberflächenstruktur im Zentimeter- und Meter-Bereich an unterschiedlichen Bereichen mehr oder weniger glatt zu sein scheint. Am 11. Dezember 2008 geschah eine Bedeckung des Sterns HIP 13021 (SAO 93103) durch (135) Hertha, die an zahlreichen Orten von Oklahoma bis Kalifornien beobachtet wurde. Aus den zeitlichen Verlaufsdaten konnte eine unregelmäßig-elliptische Kontur des Asteroiden abgeleitet werden mit Abmessungen von etwa (101 × 59) km. Am gleichen Tag wurden auch neue Radar-Beobachtungen durchgeführt. Thermische Messungen im Infraroten mit der Infrared Telescope Facility (IRTF) auf Hawaiʻi ergaben einen effektiven Durchmesser von 91 ± 14 km, was in Verbindung mit den Daten der Sternbedeckung auf 77 ± 7 km adaptiert wurde.
Eine Auswertung von Beobachtungen durch das Projekt NEOWISE im nahen Infrarot führte 2011 zu vorläufigen Werten für den Durchmesser und die Albedo im sichtbaren Bereich von 77,0 km bzw. 0,15. Ein Vergleich von Daten, die von 1978 bis 2011 an der Sternwarte Ondřejov in Tschechien und am Table Mountain Observatory in Kalifornien gesammelt wurden, mit den Daten von NEOWISE führte 2012 zu Werten für den Durchmesser und die Albedo von 77,7 km bzw. 0,17. Nach neuen Messungen mit NEOWISE 2012 wurden die Werte 2014 auf 71,0 km bzw. 0,18 geändert. Nach der Reaktivierung von NEOWISE im Jahr 2013 und Registrierung neuer Daten wurden die Werte 2016 mit 67 bis 75 km bzw. 0,21 bis 0,23 angegeben, diese Angaben beinhalten aber hohe Unsicherheiten. Mit einer Auswertung von drei Sternbedeckungen durch den Asteroiden konnte in einer Untersuchung von 2020 ein mittlerer Durchmesser von 79,3 ± 2,5 km bestimmt werden.

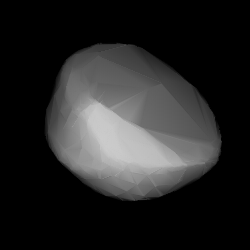
Berechnetes 3D-Modell von (135) Hertha.

Nachdem bereits 1904 die Veränderlichkeit der Helligkeit von (135) Hertha festgestellt worden war, erfolgten neue photometrische Beobachtungen vom 3. Dezember 1978 bis 1. Januar 1979 am Table Mountain Observatory in Kalifornien. Aus der aufgezeichneten Lichtkurve wurde eine Rotationsperiode von 16,81 h abgeleitet. Bei Messungen vom 12. bis 16. März 1980 am La-Silla-Observatorium in Chile wurde dagegen eine Rotationsperiode von 10,30 h als wahrscheinlich angesehen. Als die Beobachtungen am 10. März 1984 am gleichen Observatorium wiederholt wurden, konnte jedoch aus einer Kombination der neuen Daten mit denen der früheren Messungen eine Rotationsperiode von 8,40 h bestimmt werden. Zuvor waren bereits vom 21. August bis 27. September 1981 weitere Beobachtungen am Table Mountain Observatory und auch am Lowell-Observatorium in Arizona erfolgt. Die gemessene Lichtkurve führte auch hier zu einer nahezu gleichen Rotationsperiode von 8,398 h. Ein Versuch, die Messergebnisse mit den Daten der früheren Beobachtungen abzugleichen, führte zu einem Ausschluss der Periode von 10,3 h, während eine Periode von 16,805 h, somit das Doppelte der nun bevorzugten Lösung, als unwahrscheinlich angesehen wurde.
Am 15. und 16. September 1985 war am Felix-Aguilar-Observatorium in Argentinien eine Lichtkurve aufgezeichnet worden, aus der in Verbindung mit den Daten von 1978 bis 1984 versucht wurde, eine Aussage über die Lage der Rotationsachse des Asteroiden zu treffen. Photometrische Beobachtungen vom 19. September bis 9. November 1985 am Osservatorio Astronomico di Collurania-Teramo in Italien wurden ausgewertet zu einer Rotationsperiode von 8,398 h, außerdem wurden zwei alternative Rotationsachsen und die Achsenverhältnisse eines dreiachsig-ellipsoidischen Gestaltmodells für den Asteroiden bestimmt. Auch eine Untersuchung von 1993 bestimmte aus archivierten Lichtkurven zwei Lösungen für die räumliche Lage der Rotationsachse mit einer retrograden Rotation und die Achsenverhältnisse des Asteroiden. Für die Rotationsperiode wurde ein Wert von 8,3476 h angenommen. Eine neue Beobachtung am 19. November 1985 am Roque-de-los-Muchachos-Observatorium konnte dieses Ergebnis aber nicht bestätigen. In einer Untersuchung von 1995 führten die Messergebnisse in Verbindung mit den Daten aus Argentinien und Italien zu einer deutlich längeren Rotationsperiode von 8,4057 h, außerdem wurde abgeleitet, dass die Rotationsachse viel näher zur Ebene der Ekliptik liegt als in den vorigen Berechnungen. Weitere Beobachtungen zur Bestätigung dieses Ergebnisses wurden aber als notwendig erachtet.
Mit neuen photometrischen Messungen vom 30. Januar 1998 am Observatorium Roschen in Bulgarien sowie Beobachtungen aus den Jahren 1998 bis 2002 am Observatorium Borówiec in Polen konnte eine Rotationsperiode von 8,398 h bestimmt werden. In Verbindung mit den im Uppsala Asteroid Photometric Catalogue (UAPC) archivierten Lichtkurven der Jahre 1978 bis 2002 konnten dann in einer Untersuchung von 2003 für (135) Hertha zwei alternative Positionen der Rotationsachse, eine Rotationsperiode von 8,4006 h sowie die Achsenverhältnisse eines Gestaltmodells bestimmt werden, wobei die Form ziemlich abgeplattet erschien mit einer großen flachen Region in Polnähe. Diese Rotationsperiode konnte auch noch einmal durch eine neue Messung am 16. und 18. November 2008 am Palmer Divide Observatory/Space Science Institute in Colorado mit einem Wert von 8,406 h bestätigt werden. Eine photometrische Beobachtung vom 12. bis 24. Dezember 2012 am Osservatorio Astronomico della Regione Autonoma Valle d’Aosta (OAVdA) in Italien führte zur Bestimmung einer Rotationsperiode von 8,4030 h.
Abschätzungen von Masse und Dichte für den Asteroiden (135) Hertha aufgrund von gravitativen Beeinflussungen auf Testkörper hatten in einer Untersuchung von 2012 zu einer Masse von etwa 1,21·1018 kg geführt, was mit einem angenommenen Durchmesser von etwa 76 km zu einer Dichte von 5,23 g/cm³ führte bei keiner Porosität. Diese Werte besitzen eine Unsicherheit im Bereich von ±18 %. Mit dem neuen Algorithmus All-Data Asteroid Modeling (ADAM) wurde dann 2017 ein Gestaltmodell erstellt, das alle verfügbaren photometrischen, photographischen und sternbedeckungsbasierten Daten gut reproduziert. Es konnte auch eine der 2003 bestimmten Alternativen für die Lage der Rotationsachse und die Rotationsperiode bestätigt werden. Für die Größe gab es eine neue Bestimmung zu einem volumenäquivalenten Durchmesser von 80 ± 2 km. Die entsprechende Schüttdichte von 4,5 g/cm³ weist möglicherweise auf einen Anteil von Eisen bei der Zusammensetzung von (135) Hertha hin.

## Hertha-Familie
(135) Hertha ist Mitglied einer der komplexesten Gruppierungen im Asteroidengürtel, die als Nysa-Polana-Komplex bezeichnet wird und deren genaue Erforschung derzeit noch nicht abgeschlossen ist. Diese Asteroiden besitzen ähnliche Bahneigenschaften, wie eine Große Halbachse von 2,28–2,48 AE, eine Exzentrizität von 0,14–0,21 und eine Bahnneigung von 1,9°–3,3°. Taxonomisch handelt es sich hauptsächlich um Asteroiden der Spektralklassen S, L und C, die mittlere Albedo liegt bei 0,19. Dem Nysa-Polana-Komplex wurden im Jahr 2019 fast 20.000 Mitglieder zugerechnet. Im Wesentlichen besteht er aus zwei sich gegenseitig überlappenden Familien, wahrscheinlich gehören aber noch weitere Untergruppierungen dazu.
Eine der Familien wird als Hertha-Familie, oft auch als Nysa-Familie, bezeichnet, sie enthält viele Asteroiden des S-Typs. (135) Hertha ist eines der größeren Mitglieder dieser Familie und wurde als Restkern eines vor etwa 300 Mio. Jahren zerstörten Elternkörpers interpretiert, der sowohl (44) Nysa als auch (135) Hertha hervorbrachte. Eine Untersuchung von 2019 schätzte ihr Alter auf etwa 760 ± 240 Mio. Jahre.